# Jonas Jablonskis

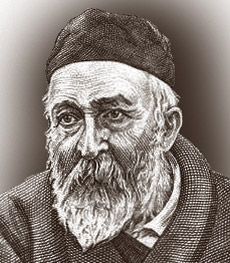
Jonas Jablonskis

Jonas Jablonskis (* 30. Dezember 1860 in Kubilėliai bei Kudirkos Naumiestis; † 22. Februar 1930 in Kaunas) war ein litauischer Sprachwissenschaftler und einer der Begründer der modernen litauischen Sprache.

## Leben
Ab 1872 lernte Jablonskis am Gymnasium Marijampolė. Er studierte von 1881 bis 1885 Altphilologie an der Universität Moskau. Dort wurde er von den Professoren Fortunatow und Korsh angeregt, sich der Forschung seiner Muttersprache zu widmen. Nach dem Abschluss seines Studiums suchte Jablonskis lange eine Stelle als Lehrer, aber wegen der im Russischen Reich betriebenen Russifizierung durfte er als Katholik und Litauer keine öffentliche Stelle in Litauen besetzen. 1887 arbeitete er im Gericht Marijampolė. Erst 1889 fand er eine Stelle im benachbarten Gouvernement Kurland: am Gymnasium von Mitau als Lehrer für Latein und Altgriechisch. In Mitau ließen sich damals viele gebildete Litauer, die ähnlich wie Jablonskis ihren Beruf in der Heimat nicht ausüben durften. Das Haus von Jablonskis und seiner Frau Konstancija wurde bald zum Mittelpunkt der Aktivitäten von patriotisch eingestellten Litauern, so veranstalteten die Jablonskis im Sommer 1894 unter dem Vorwand der Kindestaufe eine Jahrestagung des Kulturvereins Varpinikai. Unter dem Decknamen Rygiškių Jonas schrieb Jablonskis für die litauischen Zeitungen Aušra und Varpas, die in russischem Reich verbotenen waren. Seine Tätigkeiten blieben den zaristischen Behörden nicht verborgen, und 1896 wurde er erst nach Tallinn versetzt, dann 1901 entlassen und schließlich nach Pskow verbannt.
1903 durfte Jablonskis nach Litauen heimkehren, 1904 wurde das Verbot der litauischen Presse aufgehoben. Jablonskis arbeitete in Vilnius für verschiedene Zeitungen, später nahm er aus finanziellen Gründen seinen Lehrerberuf wieder auf. 1919 holte die Regierung der gerade gegründeten Republik Litauen den gesundheitlich bereits angeschlagenen Jablonskis nach Kaunas. Obwohl bereits auf einen Rollstuhl angewiesen, lehrte Jablonskis an der Universität Kaunas, führte den Vorsitz in den Ausschüssen für Rechtschreibung und Terminologie, veröffentlichte in zehn Jahren mehr als 200 Artikel. Jablonskis starb am 22. Februar 1930 und wurde am Friedhof Petrašiūnai in Kaunas beigesetzt.

## Werk

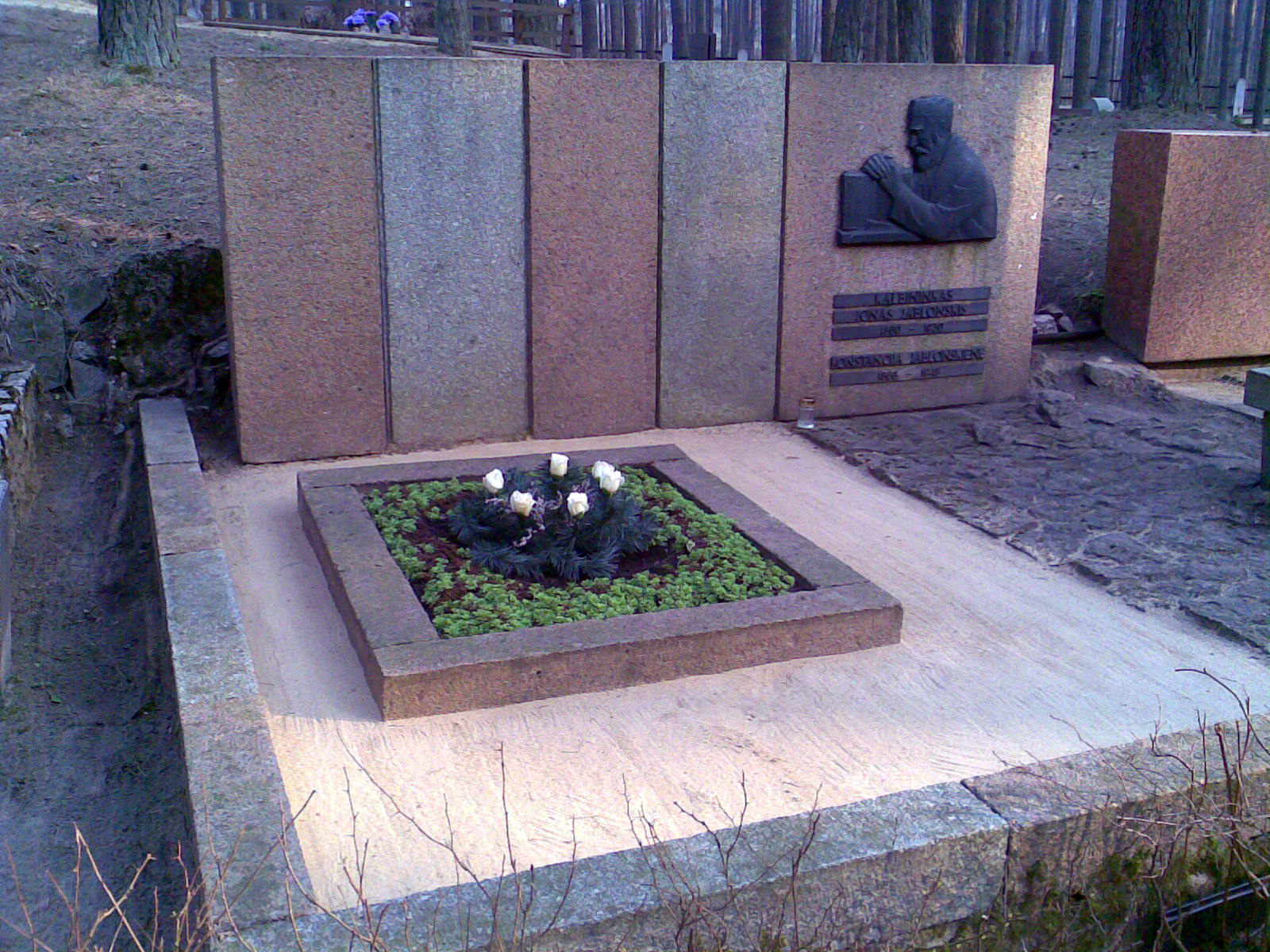
Grab im Friedhof Petrašiūnai (Kaunas)

Die Werke von Jablonskis – Grammatik der litauischen Sprache (1901, 1922), Syntax der litauischen Sprache (1911), Rechtschreibung (1912), Lehrbuch der litauischenen Sprache (1925), Kasus und Präpositionen (1929) trugen maßgeblich zur Normierung und Gestaltung der modernen litauischen Sprache bei.
So wie kaum ein anderer beeinflusste er mit zahlreichen Publikationen in Zeitschriften und Magazinen und seine Tätigkeit als Verlagslektor (unter anderem auch für Žemaitė und Jonas Biliūnas) die Etablierung der einheitlichen Rechtschreibung und Syntax. Seinem Vorschlag folgend basiert modernes Litauisch auf dem oberlitauischen Dialekt, der in der Region Suvalkija gesprochen wurde.